# Cirsium eriophilus
Cirsium eriophilus là một loài thực vật có hoa trong họ Cúc. Loài này được K.Schum. mô tả khoa học đầu tiên năm 1903.